# Мур, Джон
Джон Мур (англ. Sir John Moore; 13 ноября 1761, Глазго — 16 января 1809, Ла-Корунья) — командующий британскими войсками во время Пиренейских войн. Более всего известен проведёнными по его инициативе военными реформами. Возглавлял английские войска в Португалии; погиб при штурме французами испанского города Ла-Корунья в Галисии.

## Биография

### Ранние годы
Родился в Глазго, в семье Джона Мура, известного учёного-врача и писателя, является старшим братом вице-адмирала Грэма Мура. Поступил учиться в среднюю школу в Глазго, но в возрасте 11 лет вместе со своим отцом и 16-летним 8-м герцогом Гамильтоном, который был учеником его отца, отправился в гран-тур по Франции, Италии, Германии и Швейцарии. Затем два года провёл в Женеве, где продолжил своё образование.

### Служба в 1776—1798 годах
Службу в британской армии начал в 1776 году — в звании энсина в 51-м пехотном полку, 2 марта того же года перемещённом на Менорку (остров в то время находился под британским контролем — с 1713 года по мирному договору, завершившему Войну за испанское наследство). В боевых действиях впервые участвовал в 1778 году во время Войны за независимость США — в звании лейтенанта 82-го пехотного полка, сформированного в Ланкашире для службы в Северной Америке герцогом Гамильтоном на свои средства. В 1779—1781 годах служил в гарнизоне в Галифаксе. В 1779 году отличился в сражении во время экспедиции на Пенобскот на территории современного штата Мэн, когда небольшой отряд британцев сумел продержаться против значительно превосходящих их числом американских повстанцев до подхода подкрепления. После завершения войны в 1783 году Мур вернулся в Великобританию, в 1784 году был избран в парламент от Ланарк-Барфс и занимал кресло до 1790 года.
В 1787 году он был произведён в майоры и непродолжительное время служил в 60-м пехотном полку, после чего вернулся в ряды 51-го. В 1791 году его подразделение было отправлено в регион Средиземного моря, где Мур участвовал в экспедиции к Гибралтару (1792) и осаде Тулона; в 1794 году участвовал в кампании на Корсике под началом генерала Чарлза Стюарта и получил ранение при Кальви. Вскоре он был повышен до полковника, а в августе был назначен адъютантом Стюарта. 9 сентября 1795 года получил звание бригадира. Возникшие между Муром и новым британским вице-королём Корсики разногласия привели к отзыву Мура с острова, после чего он был отправлен в 1796 году служить в британскую Вест-Индию под началом генерала Ральфа Эберкромби. Мур сыграл решающую роль в восстановлении британской власти на Сент-Люсии, которая в то время оказалась под контролем группы восставших рабов, номинально подчинявшихся местному французскому администратору-республиканцу Виктору Хюго. Мур командовал британскими войсками (в значительной степени состоявшими из французских эмигрантов) во время подавления мятежа рабов и в 1796 году даже временно стал губернатором острова, но заболел жёлтой лихорадкой, из-за чего был вынужден вернуться в Великобританию.

### Служба в Ирландии в 1798 году
1 января 1798 года Мур получил звание генерал-майора и почётного полковника 9-го Вест-Индского полка. В том же году участвовал в подавлении республиканского восстания, разгоревшегося в Ирландии. Его личному вмешательству приписывается перелом, наступивший в ходе восстания после сражения при Фолксмиллсе 20 июня и восстановления контроля над городом Уэксфордом, что было сделано до подхода к нему сил под командованием генерала Джерарда Лейка, известного своей жестокостью, и, возможно, предотвратило разорение города. Хотя восстание и было подавлено с большой жестокостью, Мур отличался от большинства других участвовавших в его разгроме военачальников своей человечностью и отказом от суровых наказаний восставших.

### Служба в 1799—1803 годах
В июне 1799 года Мур командовал бригадой во время экспедиции к Эгмонт-оп-Зее в Нидерландах, где британские силы 2 октября потерпели чувствительное поражение, а сам он был тяжело ранен. После выздоровления 22 июня 1800 года был переведён на Менорку. Затем некоторое время он возглавлял приданную в качестве подкрепления австрийским войскам дивизию и участвовал в осаде Генуи. В октябре 1800 года участвовал в успешной демонстрации силы у Кадиса, после чего оказался в Египте, вновь начав службу под началом Эберкромби. Возглавил 52-й полк во время британской кампании в Египте против французов, став почётным полковником этого полка с 8 мая 1801 года после смерти генерала Кира Трапода. Под его командованием в ходе этой кампании находился весь резерв британских экспедиционных сил, то есть 23-й фузилёрный, 40-й и 28-й пехотные, 42-й хайлендерский и 11-й драгунский полки. Возглавлял взятие силами 11-го драгунского полка взятие Абукира, Каира и Александрии, командовал преследованием до побережья изгнанных из Каира французов. В Египте находился до взятия британцами 2 сентября 1801 года Александрии.
Возвратившись в Великобританию в 1803 году, Мур, считавшийся одним из лучших специалистов по военной подготовке, принял командование над бригадой в Шорнклиффском армейском лагере возле Фолкстона; его назначение на эту должность до того задерживалось по политическим причинам. Он ввёл новую по теме временам систему военной подготовки для 95-й дивизии, благодаря которой в Великобритании появились первые постоянные лёгкие пехотные полки. Имел репутацию гуманного командира, уделял большое внимание формированию чувства долга у подчинённых ему офицеров и солдат. Ныне в его честь названы казармы в Винчестере.

### Война с Францией в 1803—1808 годах
Когда стало очевидно, что Наполеон Бонапарт планирует вторжение в Великобританию, Мур был поставлен во главе сил обороны британского побережья от Дувра до Дюнгнесса. Именно по его инициативе были возведены башни-мартелло (в дополнение к уже построенному Шорнклиффскому редуту), созданные им по подобию виденных на Корсике, где башни в Мортелле смогли оказать серьёзное сопротивление британским сухопутным и морским силам. Им также было инициировано отведение вод Королевского военного канала в Кенте и Суссексе (дабы создать выступы для размещения орудий) и выделение около 340 тысяч добровольцев-ополченцев для обороны рубежей в Саут-Даунс, если бы вторгнувшиеся войска смогли прорвать оборону регулярной армии. В 1804 году Мур был посвящён в рыцари и произведён в генерал-лейтенанты. В 1806 году мог быть отправлен на действительную службу в Индию, но в итоге был назначен 2-м командующим в Сицилии, где служил под началом генерала Фокса. В 1808 году был переведён со Средиземного моря на Балтийское, возглавляя корпус из 11 тысяч человек, для помощи Швеции, воевавшей тогда против России. У Мура, однако, возникли серьёзные разногласия со шведским королём Густавом IV: в отличие от короля, придерживавшегося оборонительной стратегии, он отвергал все подобные планы и заявлял, что будет участвовать только в наступательных операциях. В итоге Густав IV вообще запретил англичанам высаживаться в Гётеборге, к которому подошли их корабли, считая бесполезным присутствие войск, не желавших участвовать в обороне страны, не доверяя Муру и опасаясь возможного англичанами захвата Гётеборга. На переговорах между Муром и королём случился серьёзный конфликт, который даже привёл к временному аресту Мура. Ему, однако, удалось освободиться, после чего он отбыл на родину вместе со всеми находившимися под его командованием силами. Из Великобритании был отправлен в Португалию.

### Война в Испании в 1808—1809 годах
Мур принял командование над британскими войсками (корпусом численностью около 35 тысяч человек) на Пиренейском полуострове 25 сентября 1808 года — после отзыва Гарри Бьюрарда, баронета Лимингтона (1755—1813), Хью Далримпла (1750—1830), губернатора Гибралтара с ноября 1806 по август 1808 года, и Артура Уэлсли (1769—1852), впоследствии герцога Веллингтона, что было связано с исполнением условий Синтрской конвенции, касавшейся эвакуации французских войск из Португалии. В середине октября 1808 года Мур, предварительно оставив 10 тысяч человек для защиты Португалии, выступил во главе армии численностью в 20 тысяч солдат на север от португальской столицы Лиссабона, достигнув к 3 декабря запланированного места сбора в районе Саламанки. 28 ноября 1808 года, узнав о поражении, которое французы (Наполеон вступил на территорию Испанию с армией численностью в 200 тысяч человек) нанесли испанцам при Туделе, начал отступление к Лиссабону. К этому времени он знал о восстании в Мадриде и прибытии войск испанского генерала Ла-Романа (численностью в 15 тысяч хорошо обученных солдат), поэтому решил атаковать находившегося в изоляции от основных французских сил маршала Сульта, чтобы сорвать планы Наполеона и воспрепятствовать французским операциям на юге Испании и в Португалии.
20 декабря его войска соединились в Майорги с дивизией генерала Бейрда. На следующий день, 21 декабря, произошло сражение его кавалерии с двумя французскими кавалерийскими полками в районе Сагуна, победа в котором осталась за англичанами. Узнав об этом, Наполеон приостановил наступление на Севилью и приказал своим войскам начать преследование Мура, о перемещениях которого (и о численности его войск) он знал благодаря дивизии генерала Дюма, уже успевшей занять Бургос. 24 декабря Мур, до этого планировавший после соединения с Бейрдом идти к Бургосу и соединиться с испанцами, но теперь отрезанный от побережья, вынудил французов двигаться к северу. Он, понимая, что не может достичь своей цели и противостоять французам ввиду небольшой численности своих войск, начал отступать к Асторге и далее — к портам Ла-Корунье и Виго, откуда планировал устроить эвакуацию своего небольшого корпуса. Уходя от французов, он сумел разгромить отряд императорской гвардии у Бенавенте, взяв в плен замеченного им командира гвардейцев Лефевра-Деснота. Последующий путь к морю оказался для Мура чрезвычайно трудным. Достигнув Ла-Коруньи 11 января 1809 года, им пришлось ждать до 14 января, когда должны были подойти корабли для эвакуации. В Ла-Корунье Мур установил оборонительные позиции на холмах за городом, находясь под прикрытием 15-го гусарского полка. Когда французы начали штурм, британцы вели с ними тяжёлые арьергардные бои, сумев уничтожить более тысячи солдат противника. 16 января 1809 года, когда посадка британцев на корабли была почти завершена, Мур был смертельно ранен в битве при этом городе: левая сторона его тела была разорвана попаданием пушечного ядра. После ранения он оставался в сознании на протяжении нескольких часов и успел увидеть, что британцы одержали победу и смогли успешно отступить из города. Тело Мура, завёрнутое в военный плащ, было похоронено у крепостной стены города.

## Память
Когда французы взяли город, над могилой Мура был по приказу его противника, французского маршала Сульта, установлен памятник. Впоследствии он был восстановлен и в 1811 году установлен на постоянной основе. В Англии Мур после смерти считался национальным героем. В его родном городе Глазго ему установлена статуя на площади Георга, а в Лондоне — около собора Святого Павла. В его честь названы корпуса в средней школе в Глазго и в школе Королевы Виктории в Данблейне.
Боевой путь Мура в Испании был описан в изданной его братом книге, вышедшей под заглавием «A narrative of the campaign in Spain». Ирландский поэт Чарльз Вольф прославился элегией на погребение Мура, которая в 1825 г. была переведена на русский Иваном Козловым под названием «На погребение английского генерала сира Джона Мура».